# Regéc
Regéc ist eine ungarische Gemeinde im Kreis Gönc im Komitat Borsod-Abaúj-Zemplén.

## Geografische Lage
Regéc liegt in Nordungarn, 52 Kilometer nordöstlich des Komitatssitzes Miskolc und 10 Kilometer südöstlich der Kreisstadt Gönc. Nachbargemeinden sind Mogyoróska, Fony und Háromhuta.

## Sehenswürdigkeiten
- Burgruine, erbaut um 1300, südlich des Ortes auf 639 Meter Höhe gelegen
- Griechisch-katholische Kirche, erbaut 1956
- Römisch-katholische Kirche Rózsafüzér Királynője, erbaut 1904
- Skulptur Zrínyi Ilona és a gyermek Rákóczi, erschaffen von Sándor Nemes

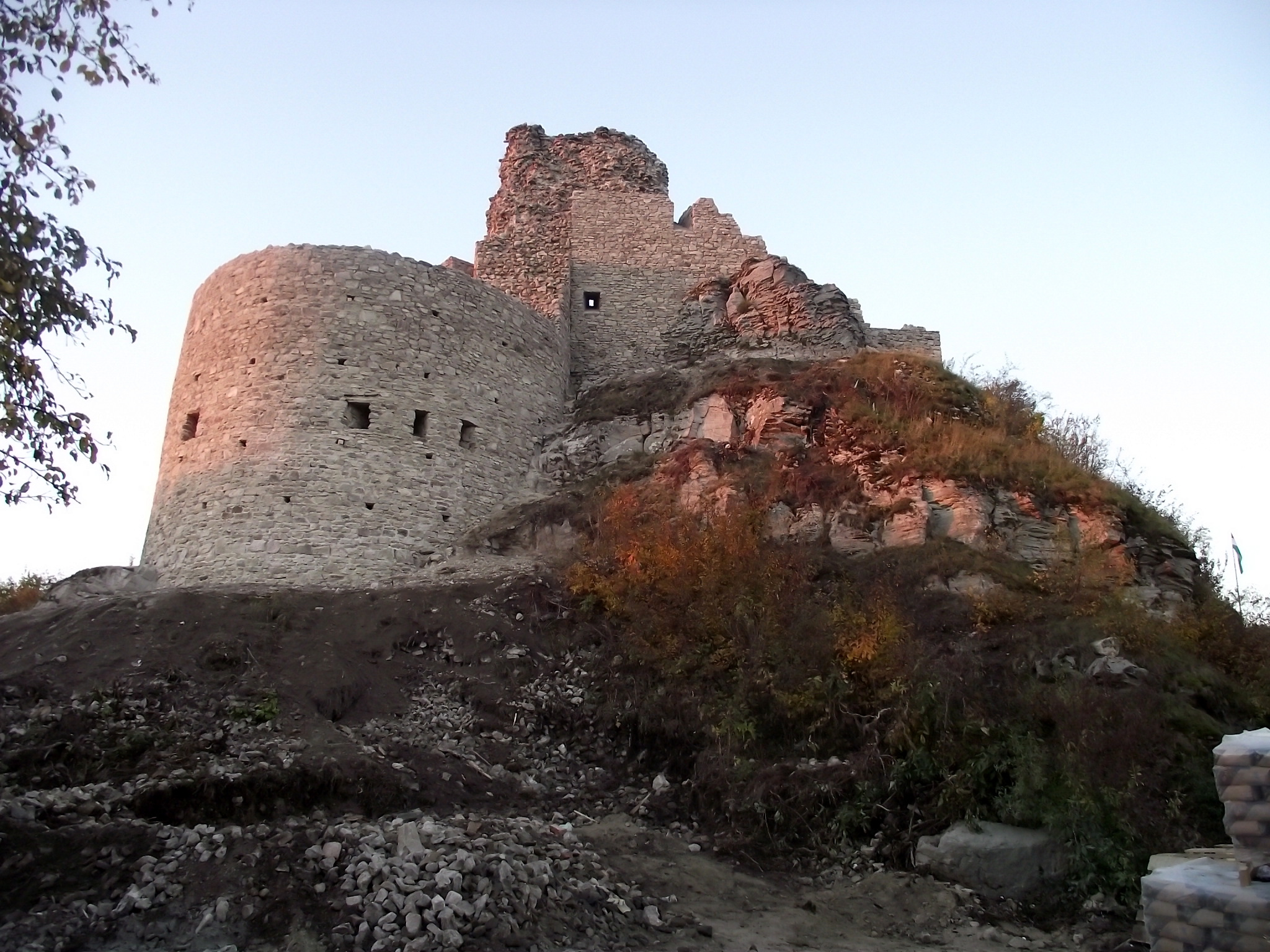
Burgruine bei Regéc
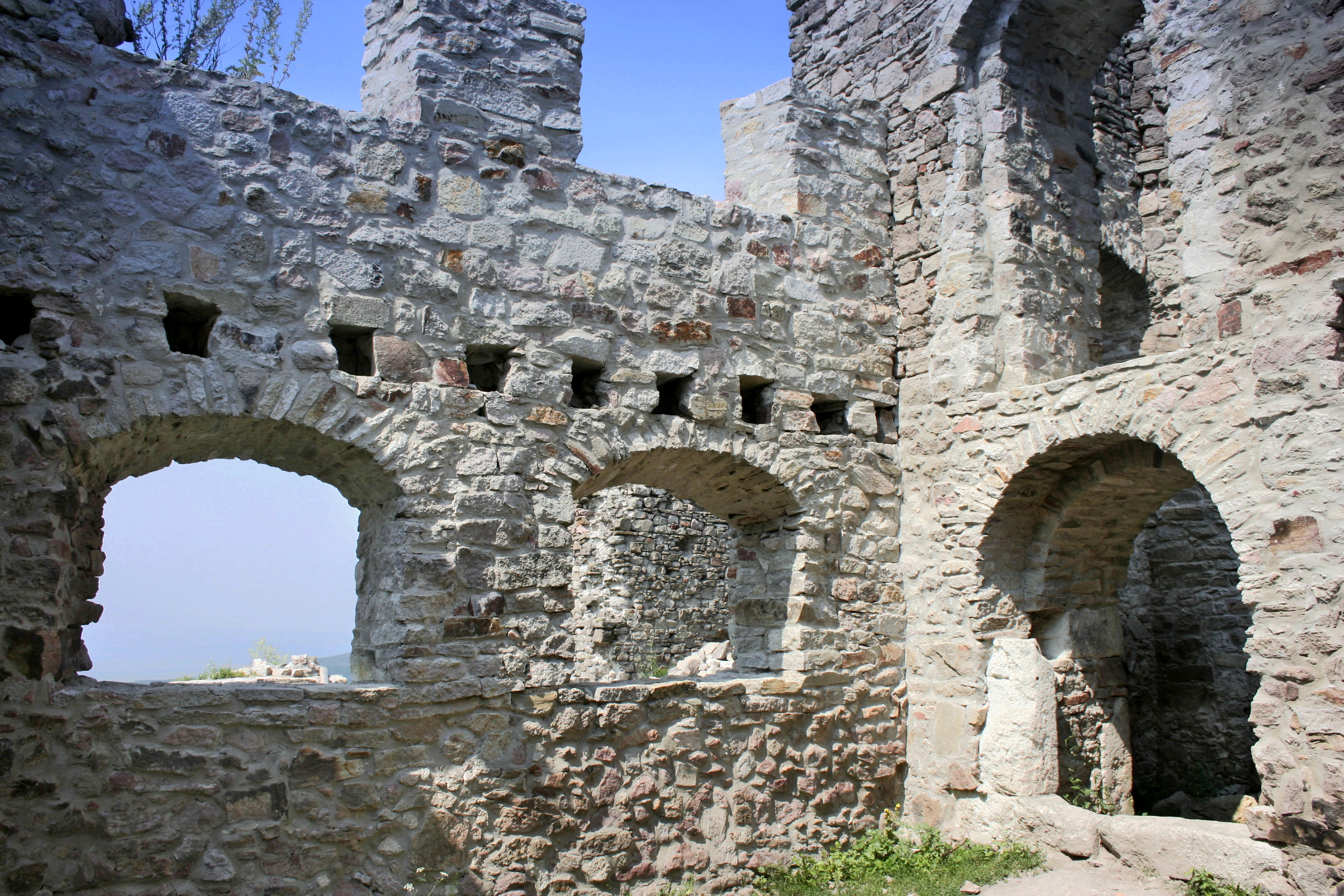
In der Burgruine
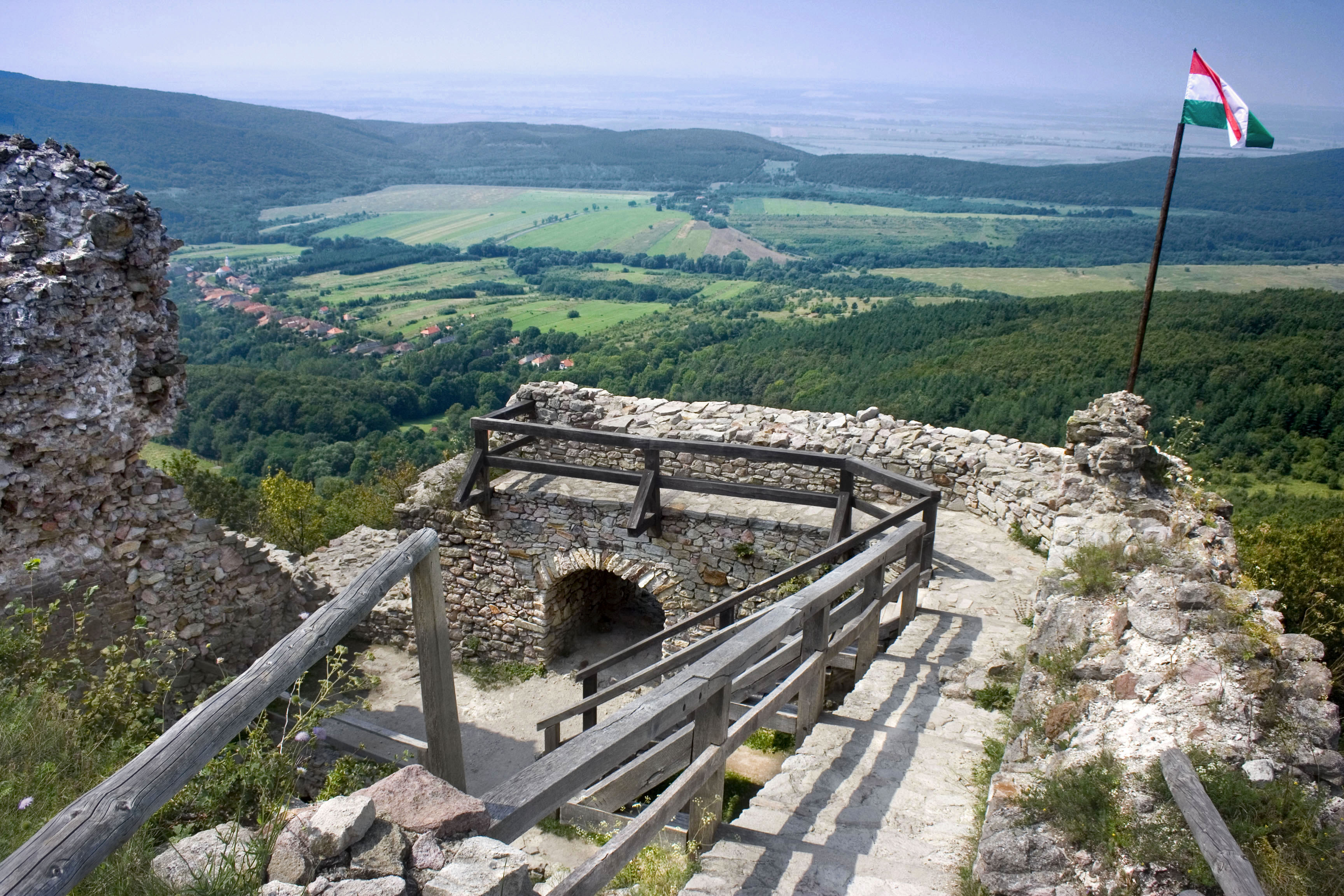
Blick von der Burgruine

## Verkehr
Durch Regéc verläuft die Landstraße Nr. 3716. Es bestehen Busverbindungen nach Korlát. Der nächstgelegene Bahnhof befindet sich südwestlich in Korlát-Vizsoly.